# رساله سؤال و جواب
رساله سؤال و جواب از آثار بهاءالله شارع دین بهائی است. به اعتقاد بهائیان این کتاب نیز مانند دیگر آثار بهاءالله وحی منزل از خداوند بر او بوده‌است.
این کتاب شامل ۱۰۷ بند یا سؤال در رابطه با احکام کتاب اقدس است، که توسط زین المقربین پرسیده شده و بهاءالله به آنها پاسخ گفته است. این مجموعه به نحوی متمم کتاب اقدس در دین بهائی نیز به حساب می‌آید.